# Cindy Birdsong
Cynthia Ann Birdsong, detta Cindy (Mount Holly, 15 dicembre 1939), è una cantante statunitense.

## Carriera
È nota soprattutto per essere stata una componente del gruppo The Supremes. In particolare ha fatto parte del gruppo dal 1967 al 1972 e dal 1973 al 1976. Dal 1962 al 1967 aveva fatto parte del gruppo Patti LaBelle & The Blue Belles.